# Strohhalm, Kohle und Bohne
Strohhalm, Kohle und Bohne ist ein ätiologischer Schwank (ATU 295). Er steht in den Kinder- und Hausmärchen der Brüder Grimm an Stelle 18 (KHM 18) und basiert ab der 3. Auflage vor allem auf Burkard Waldis’ Gedicht Esopus. Bis zur Zweitauflage hieß er Strohhalm, Kohle und Bohne auf der Reise.

## Inhalt (Ausgabe 1812)
Strohhalm, Kohle und Bohne wollen reisen. Als sie an einen Bach kommen, legt sich der Strohhalm darüber, die Kohle will hinüber, aber verbrennt ihn, sodass beide umkommen. Die Bohne rutscht nach, quillt im Wasser auf und platzt. Ein Schneider näht sie zusammen. Seit dieser Zeit hätten alle Bohnen eine Naht.
Nach einer andern Erzählung geht erst die Bohne hinüber und platzt dann vor Lachen über Kohle und Strohhalm.

## Inhalt (Ausgabe letzter Hand)
Einer armen alten Frau entspringen beim Kochen ein Strohhalm, eine Bohne und eine Kohle, die beschließen zusammenzuhalten. Als sie zu einem Bach kommen, legt sich der Strohhalm darüber, die Kohle will hinüber, aber brennt den Halm an und beide fallen hinein. Die Bohne zerplatzt vor Lachen. Ein Schneider näht sie zusammen. Seitdem haben Bohnen eine Naht.

## Herkunft
Wilhelm Grimm hörte den Schwank wohl 1808 von Dorothea Catharina Wild in Kassel. Er steht in der handschriftlichen Urfassung als Nr. 5, dann immer als Nr. 18, wobei der Inhalt ab der 3. Auflage durch Burkard Waldis’ Gedicht Esopus beeinflusst ist.
Der Text ähnelt dem russischen Märchen von Blase, Strohhalm und Bastschuh (russisch Пузырь, Соломинка и Лапоть). Siehe dazu auch Die drei Holzfäller.
Vergleiche: KHM 80 Von dem Tode des Hühnchens